# Chiesetta di San Marco (Gambellara)
La chiesetta di San Marco è una chiesa sussidiaria di Gambellara, in provincia e diocesi di Vicenza; fa parte del vicariato di Lonigo, precisamente dell'Unità Pastorale di Gambellara e Sorio.

## Storia
La chiesa di San Marco risulta attestata già nella seconda metà del Quattrocento, però è sicuramente più antica, legata al castello medievale di Enrico de Rampacis (1260), vassallo del Vescovo di Vicenza per i beni in suo possesso a Gambellara. Il maniero fu al centro di contrasto tra veronesi e vicentini e venne distrutto nel 1243 da Ezzelino III da Romano. Ricostruito quando Vicenza era sotto il controllo di Padova, il castello aveva una cinta muraria, intuibile fino alla metà del Novecento intorno alla spianata della chiesa. Dentro a questo spazio murato sorgeva l’edificio sacro.
Dalle poche fonti d’archivio si ipotizza che la chiesa fosse in origine dedicata a Sant'Antonio Abate e che l’intitolazione a San Marco sia antecedente al dominio della Serenissima su Vicenza.
Spesso, dai parroci e nelle visite pastorali si sostenne che la chiesetta fosse la matrice degli altri luoghi di culto cattolici di Gambellara, tanto che si confermò l’obbligo per Sorio e per le due Gambellare di salire processionalmente sul colle nel giorno di San Marco e il terzo delle Rogazioni. Oggi è assoldato da fonti scritte che essa e la chiesa di San Giorgio in Sorio dipendessero dalla chiesa di San Pietro di Gambellara.
La cappella subì diverse trasformazioni nei secoli e più di una volta fu usata al posto della chiesa di San Pietro. Durante la peste del 1630 accolse gli appestati e fu dotata spesso di vari arredi dai parroci locali. In particolare vi veniva celebrata con solennità la festa di San Marco, con grande presenza di fedeli.
Ebbero qui un ruolo importante gli eremiti (romiti), ispirati allo spirito del Terz’Ordine Francescano, nominati dall’assemblea comunale di Gambellara Veronese e che dovevano obbedienza al parroco. Custodi della chiesetta, suonavano l’Angelus mattina e sera, nonché le campane durante i temporali. Si mantenevano con il proprio lavoro nei terreni circostanti e nei giorni festivi frequentavano la chiesa di Gambellara.
Per tutto il Seicento sulla chiesetta di San Marco, amministrata da una intraprendente confraternita cui spettava la manutenzione dell’edificio, non si ebbero rivendicazioni di diritti sulla chiesa, sulla nomina del romito o sulla proprietà dei boschi e dei terreni del monte, all’epoca facenti parte del Comune di Gambellara Veronese.
Nel Settecento San Marco, considerata chiesa campestre, era solitamente chiusa, anche se l’eremita continuò ad abitarvi.
La sera dell’Epifania del 1801 fu saccheggiata per rappresaglia dai francesi della Grande Armata.

Pensare che proprio in quel periodo, all’inizio del XIX secolo, la chiesetta tornò a funzionare, ma la soppressione napoleonica con la scomparsa del romito, sciolto l’obbligo di Sorio di partecipare alla processione, fece sì che il luogo si animasse solo il giorno della sagra.

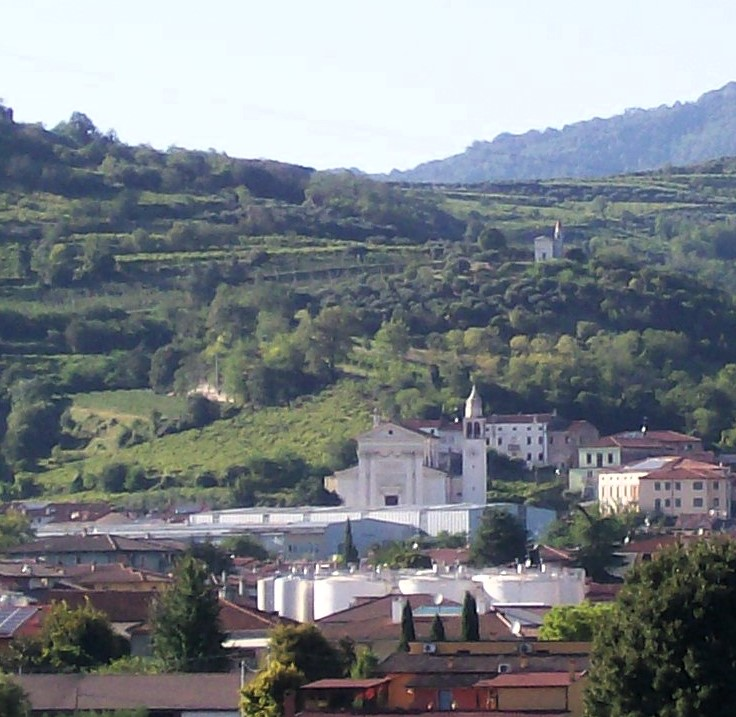
La chiesa di San Marco, sulle colline, un po' più in alto della chiesa parrocchiale di San Pietro in Gambellara.

Degli affreschi medievali, attestati in passato, si perse ogni traccia, salvo una composizione con la Madonna e il Bambino lattante oggi conservata nella Chiesa di San Pietro Apostolo. Tali affreschi, sbriciolati nelle demolizioni ottocentesche, erano in realtà già compromessi dalla calce e dall'umidità.
A salvare la chiesetta dall’abbandono fu il parroco don Luigi Zanoni a fine Ottocento, che, anche sostenendo personalmente le spese, invitò i fedeli a salvare quella che era considerata erroneamente l’antica chiesa matrice, quasi cadente

Nel 1893 fu posta la prima pietra e i lavori terminarono nel 1898 con la solenne inaugurazione. In pratica fu costruita una nuova chiesa, con facciata neopalladiana rivolta verso sud, che conteneva all’interno gli altari del sacello primitivo (quelli di San Marco e di San Bernardo, includendo l’unico affresco rimasto, raffigurante la Vergine Maria. Collocato vicino all’altare di San Bernardo, all’ingresso ovest della chiesetta, fu restaurato dalla Sovrintendenza nel 1957 ed oggi è custodito nella parrocchiale di San Pietro. Per la critica lo stile e l’eleganza dell’opera la avvicinano alla maniera di Martino da Verona (fine del Quattrocento).
Questa nuova chiesa ebbe vita breve a causa della vicina cava di basalto. La sua stabilità era stata compromessa, tanto che nel 1957 si decise di demolirla.
La nuova chiesa, delle stesse forme e dimensioni della precedente, custodisce la Madonna della Mercede di San Marco ed è all’interno di un parco pubblico nato dove c’era la cava di basalto